# Characidium pellucidum
Characidium pellucidum är en fiskart som beskrevs av Eigenmann, 1909. Characidium pellucidum ingår i släktet Characidium och familjen Crenuchidae. Inga underarter finns listade i Catalogue of Life.